# Новая синагога в Познани

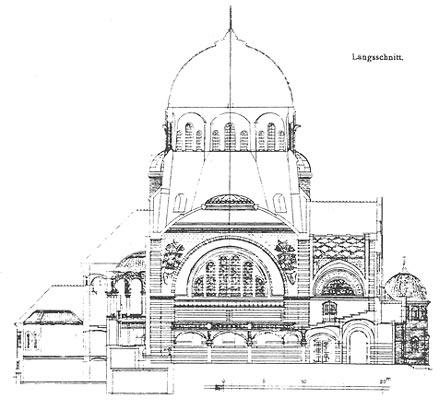
Проект Новой синагоги в Познани в разрезе, 1904 год

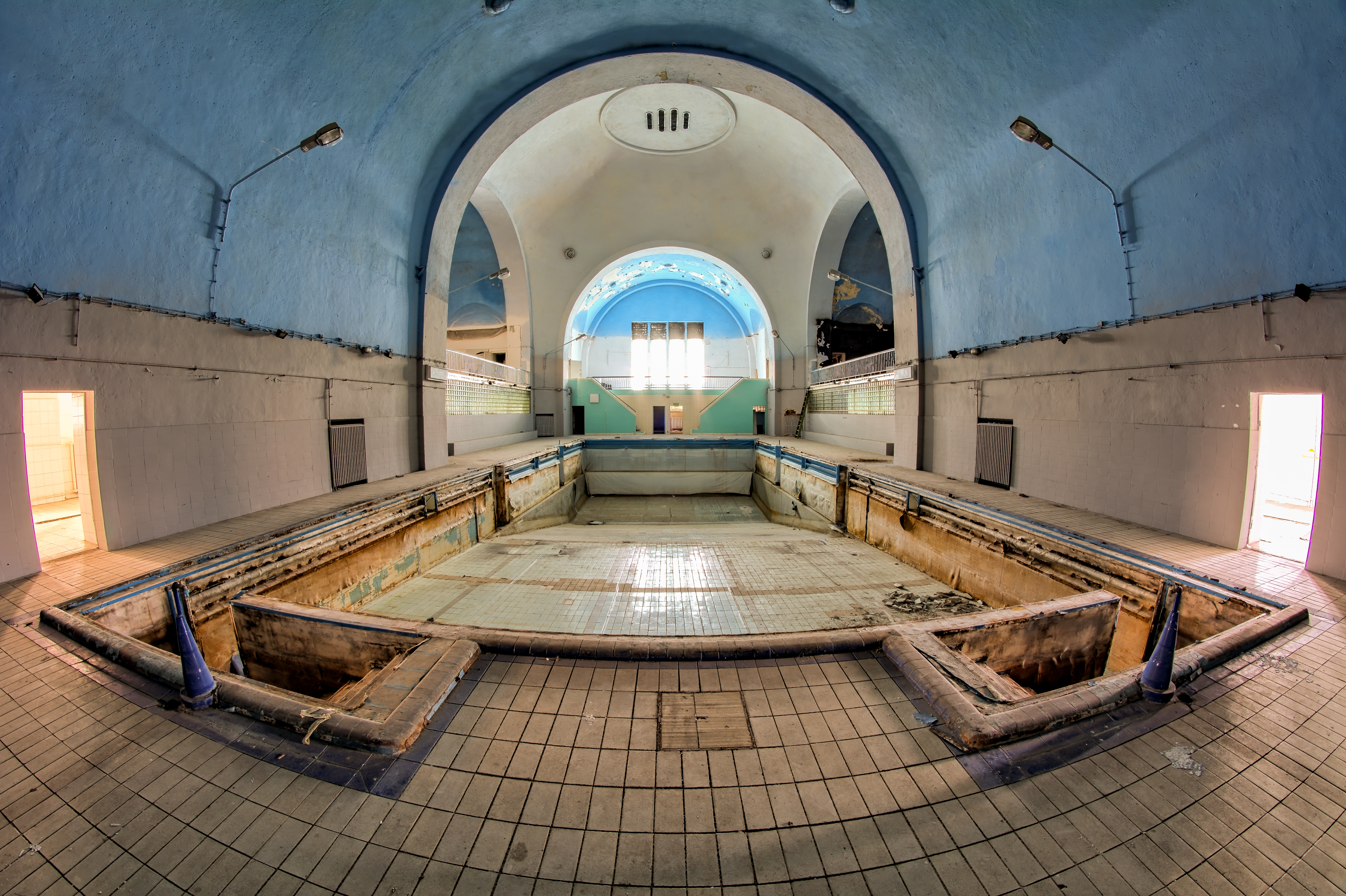
Бассейн внутри бывшей синагоги, 2017 год

Новая синагога в Познани (польск. Nowa Synagoga w Poznaniu) — синагога, расположенная в центре города Познань, на углу улиц Вронецкой и Ставной, возле сквера Раввина Акивы Эгера. В настоящее время — это единственная сохранившаяся, отдельно стоящая, синагога в Познани. Во время немецкой оккупации, в 1941 году, была перестроена в крытый бассейн для солдат Вермахта. Синагога входит в число памятников и достопримечательностей Королевско-императорского маршрута. Здание заброшено с 2011 года.

## История
Благодаря стараниям раввина Вольфа Фейльхенфельда, в 1902 была созвана комиссия по строительству Новой синагоги. Участок, на пересечении Ставной, Вронецкой и Жидовской улиц, на котором планировалось построить синагогу принадлежал Саломону Латцу. Впоследствии с Латцем был подписан договор, что ему, взамен за участок, во владение переходит земля с тремя уже существующими синагогами, которые из-за своего плохого сосотянии подлежали сносу.
Был объявлен конкурс на строительство синагоги, в котором приняли участие 7 проектов. В итоге победил проект берлинской компании Cremer & Wolffenstein.
Возведение синагоги началось 3 марта 1906 года. После полуторагодичного строительства, 5 сентября 1906 года, Новая синагога была освящена.
Синагога была построена на плане греческого креста и накрыта массивным медным куполом. Она соединяла в себе черты неороманской и неомавританской архитектуры, с богато украшенным интерьером и могла поместить 1200 верующих. В центре находился арон ха-кодеш и перед ним бима, окружённая ажурной балюстрадой.

### Вторая мировая война
Во время Второй мировой войны, 1 сентября 1939 года, в синагоге состоялась торжественная служба с участием раввина Познани Якуба Сендера за победу Польской армии. 9 сентября в синагоге прошли последние молитвы.
В начале Второй мировой войны, синагоги повсеместно уничтожались нацистскими властями. В 1940 году познанская синагога, была преобразована немцами в бассейн и реабилитационный центр для солдат Вермахта. Конструкция синагоги и её интерьер, были в значительной степени упрощены, а также снесён огромный купол со звездой Давида. В таком виде здание сохранилось до сегодняшних дней.

### Послевоенный период
Перед зданием бывшей синагоги в 2004 году, по инициативе Фонда развития школьного спорта, была установлена мемориальная доска с текстом на польском и английском языках: «Это здание, построенное в 1907 году, было синагогой и служило молитвенным домом до 1939 года».

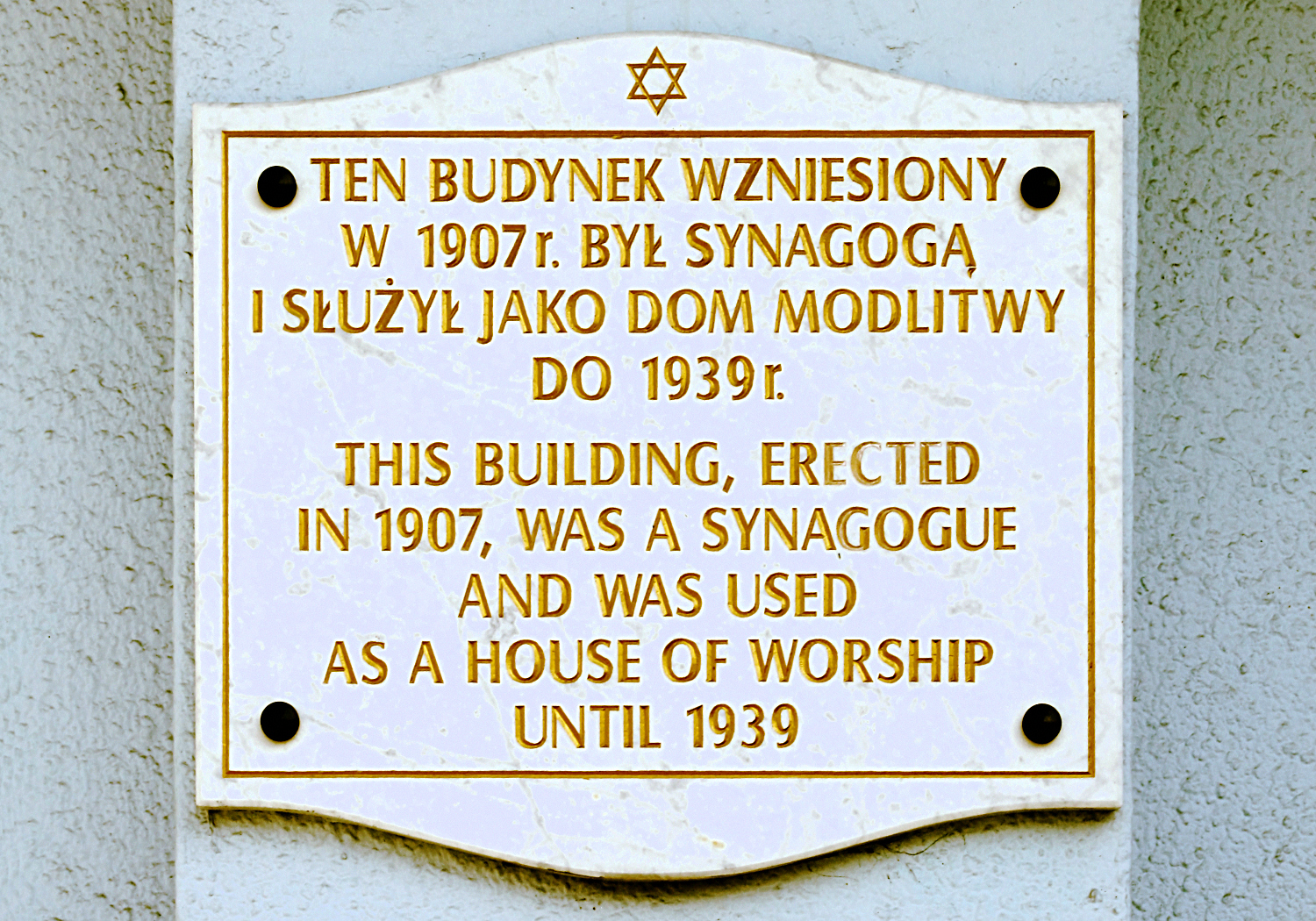
Мемориальная доска